# Kaiser-Wilhelm-Gesellschaft

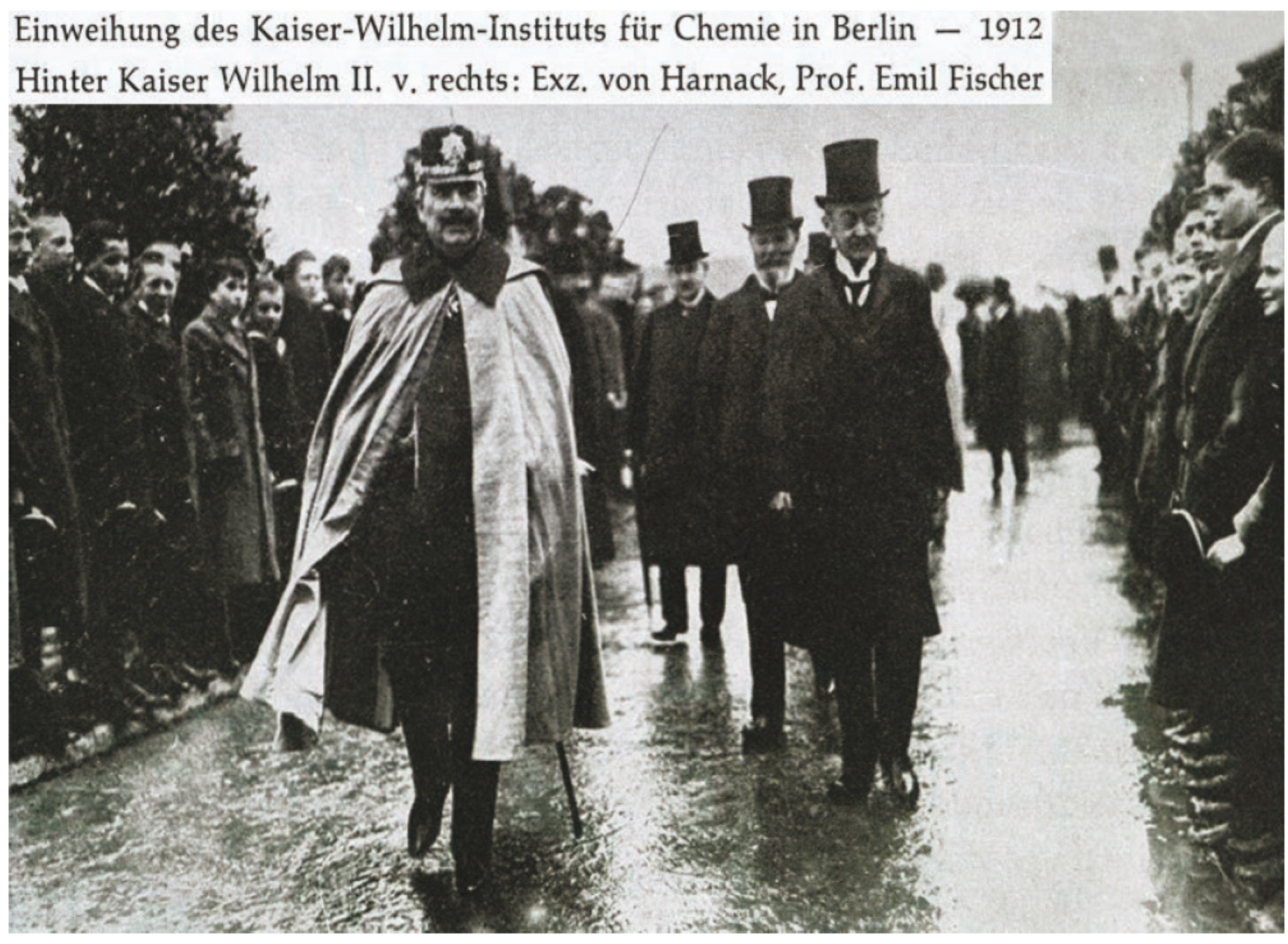
Kaiser Wilhelm II. auf dem Weg zur Einweihung der ersten Kaiser-Wilhelm-Institute am 23. Oktober 1912. Die Herren mit Zylinder hinter dem Kaiser sind (von rechts): KWG-Präsident Adolf Harnack, Emil Fischer, Fritz Haber.

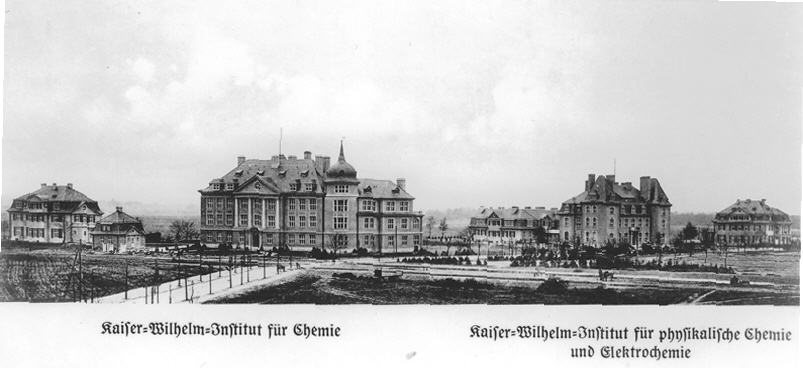
Die KWI für Chemie sowie für physikalische Chemie und Elektrochemie in Berlin-Dahlem, Oktober 1912

Die Kaiser-Wilhelm-Gesellschaft zur Förderung der Wissenschaften e. V., kurz Kaiser-Wilhelm-Gesellschaft oder KWG, war bis Ende des Zweiten Weltkriegs die Trägerin der Kaiser-Wilhelm-Institute (KWI), führender Forschungsinstitute, die vor allem der Grundlagenforschung in Deutschland dienten. Die KWG hatte ihren Sitz in Berlin-Dahlem, verlegte diesen aber in der Endphase des Zweiten Weltkriegs nach Göttingen.
An der Spitze der KWG standen der Präsident und ein Generalsekretär. Die Organe der Gesellschaft waren laut Satzung der Senat der KWG als Aufsichtsgremium sowie der Verwaltungsausschuss und die Hauptversammlung.
Nach dem Zweiten Weltkrieg gab es einen Streit zwischen Robert Havemann und Max Planck über die Frage, ob Berlin oder Göttingen für die Leitung der KWG zuständig sei. Am 26. Februar 1948 wurde die Max-Planck-Gesellschaft gegründet, die nach und nach die westdeutschen Kaiser-Wilhelm-Institute als Max-Planck-Institute übernahm. Die ostdeutschen Institute gingen in der Akademie der Wissenschaften der DDR auf. Am 21. Juni 1960 wurde die KWG aufgelöst. Die Max-Planck-Gesellschaft gilt als Nachfolger der Kaiser-Wilhelm-Gesellschaft.

## Geschichte

### Gründung und Zweck

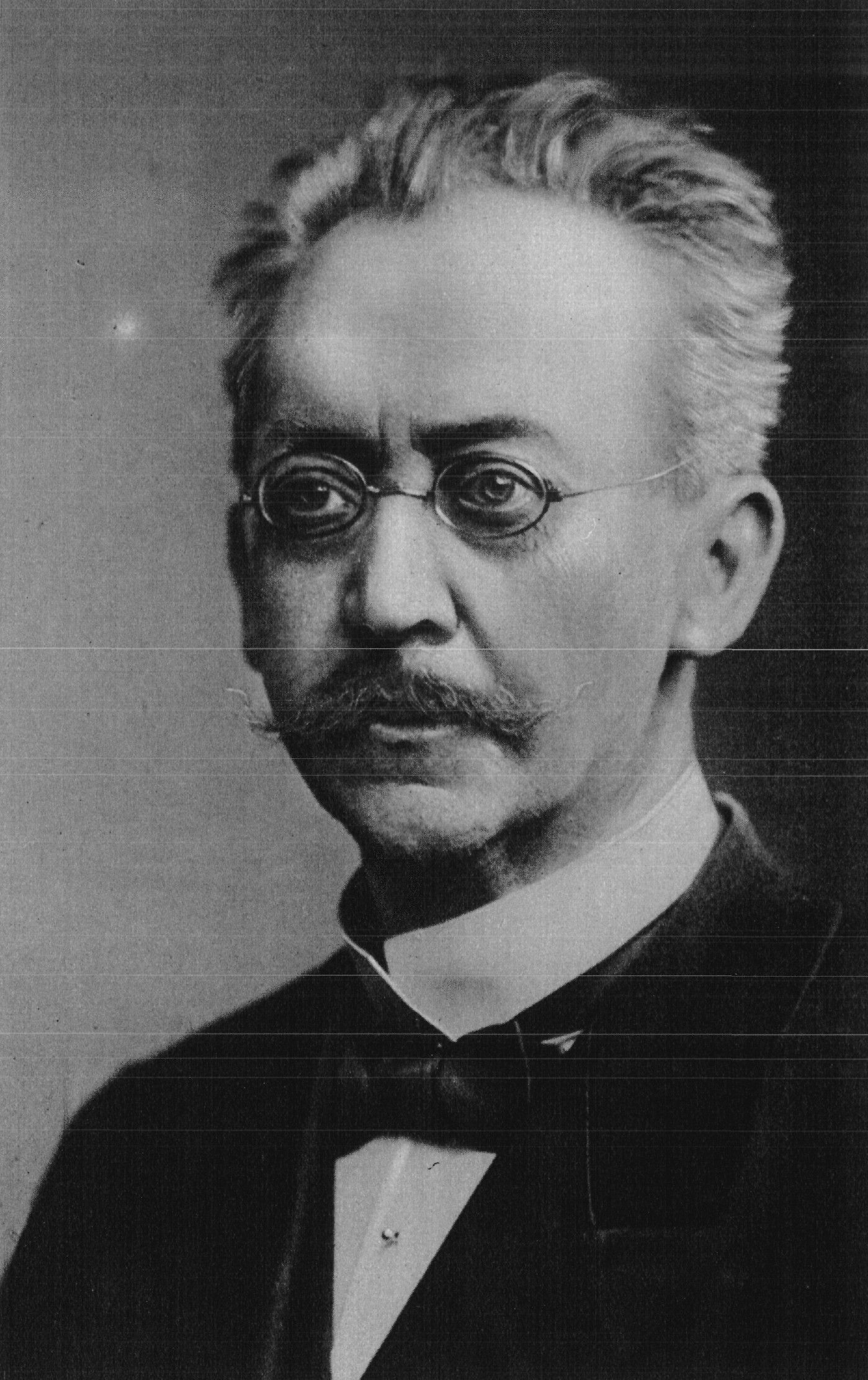
Adolf Harnack

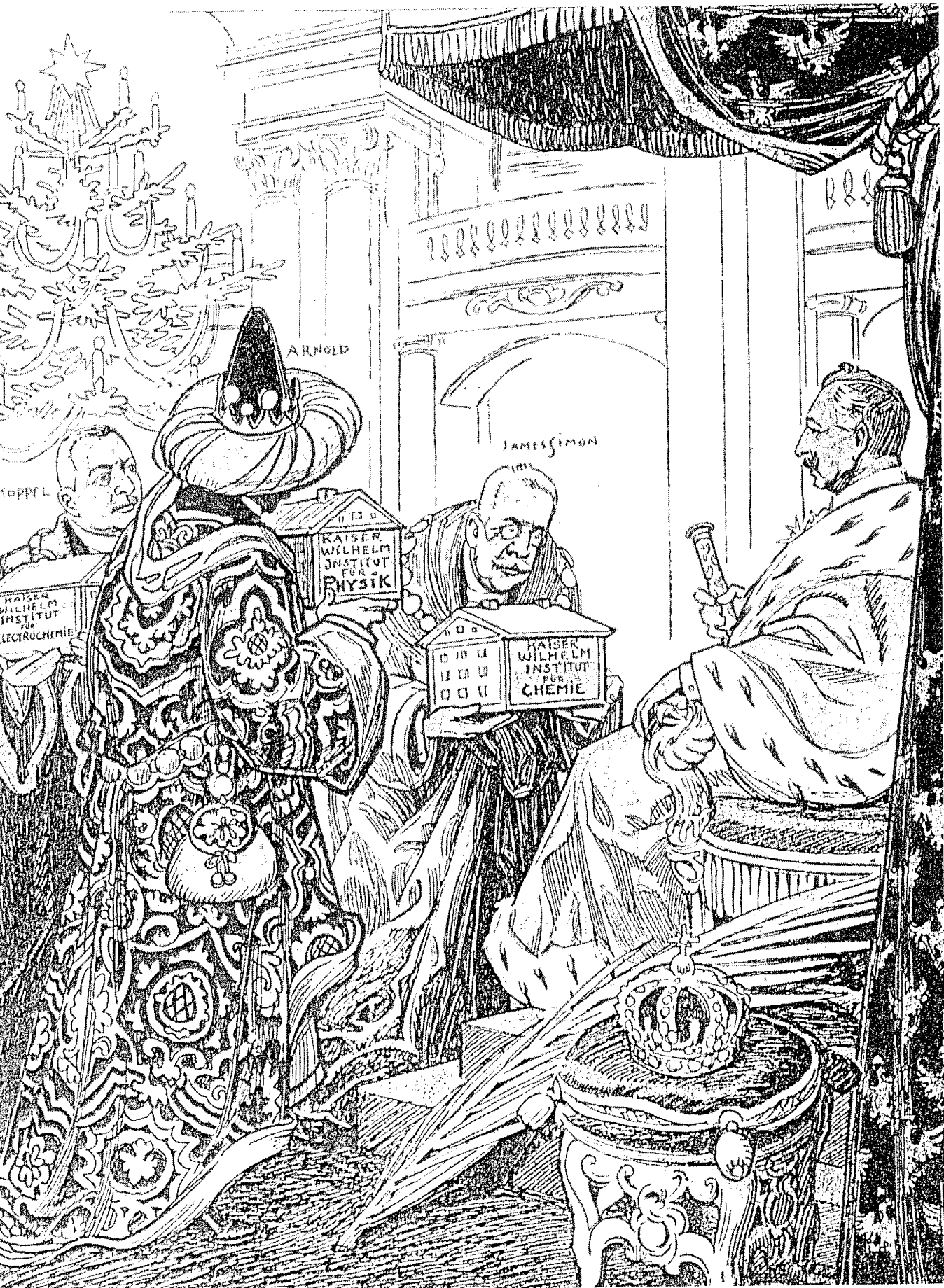
„Beim Friedensfürsten“ (anonyme Karikatur, 1914): Eduard Arnhold, Leopold Koppel und James Simon als Stifter von Kaiser-Wilhelm-Instituten

Den entscheidenden Anstoß zur Gründung der Kaiser-Wilhelm-Gesellschaft gab der Berliner Theologieprofessor Adolf Harnack, der auch Direktor der Königlichen Bibliothek war und als Berater Kontakt zu Kaiser Wilhelm II. hatte. Im Jahr 1909 beschrieb er in einer an den Kaiser gerichteten Denkschrift die Notwendigkeit einer Reform des Wissenschaftssystems. Er schlug vor, vor allem für die Naturwissenschaften unabhängige Forschungsinstitute einzurichten, die sich auf Grundlagenforschung spezialisieren und die Forschung an den Universitäten ergänzen sollten. Dies sei nötig, um die mit der fortschreitenden Industrialisierung verbundenen technischen Probleme lösen zu können, insbesondere mit Grundlagenwissen in den Fächern Physik und Chemie. Harnack schlug vor, zu diesem Zweck eine Forschungsgesellschaft zur Förderung der Wissenschaft zu gründen. Sein wegweisender Appell an den Kaiser skizzierte Strukturen, die den heutigen Wissenschaftsbetrieb mit hochspezialisierter Forschung und großen Forschungsprojekten kennzeichnen.
Am 11. Oktober 1910 fand in der Neuen Aula der damaligen Friedrich-Wilhelms-Universität in Berlin ein Festakt zur 100-Jahr-Feier der Universität statt. Bei diesem Anlass kündigte der Kaiser die Gründung der Gesellschaft an. Er übernahm dabei Harnacks Begründung und rief dazu auf, das Projekt zu unterstützen.
Die Kaiser-Wilhelm-Gesellschaft wurde am 11. Januar 1911 gegründet. An diesem Tag fand die konstituierende Sitzung im Großen Sitzungssaal der Königlichen Akademie der Künste am Pariser Platz in Berlin statt. Der Nobelpreisträger Emil Fischer hielt den Festvortrag über „Neuere Erfolge und Probleme der Chemie und Biologie“. 83 stimmberechtigte Mitglieder waren anwesend: Prominenz aus Forschung und Industrie sowie Bankiers, hohe Beamte, Adelige und andere Honoratioren. Die Mitgliedschaft wurde vom Kaiser genehmigt, Mitglieder hatten einen Aufnahmebetrag von mindestens 20.000 Mark zu zahlen. Das Gründungskapital der Gesellschaft betrug fast zehn Millionen Mark.
Adolf Harnack wurde am 23. Januar 1911 vom Senat zum Präsidenten gewählt, seine Stellvertreter waren der Unternehmer Gustav Krupp von Bohlen und Halbach und der Bankier Ludwig Delbrück. Kaiser Wilhelm II. war Schirmherr der Gesellschaft. Paragraph 1, Satz 1 der Satzung lautete: „Die Kaiser-Wilhelm-Gesellschaft steht unter dem Protektorat Seiner Majestät des Deutschen Kaisers, Königs von Preußen.“
Am 23. Dezember 1911 schlossen die KWG und der Verein „Chemische Reichsanstalt“ einen Vertrag, zwei Forschungsinstitute in Berlin-Dahlem zu errichten: das Kaiser-Wilhelm-Institut für Chemie und das Kaiser-Wilhelm-Institut für physikalische Chemie und Elektrochemie. Der Verein „Chemische Reichsanstalt“ war im Jahr 1908 nach dem Vorbild der Physikalisch-Technischen Reichsanstalt gegründet worden.
Der erste Direktor eines Kaiser-Wilhelm-Instituts war Fritz Haber, der 1911 zum Direktor des KWI für physikalische Chemie und Elektrochemie berufen wurde. Der zweite war Ernst Beckmann, der im Januar 1912 Leiter des KWI für Chemie wurde. Diese beiden ersten Kaiser-Wilhelm-Institute wurden nach nur elf Monaten Bauzeit am 23. Oktober 1912 im Beisein des Kaisers eingeweiht.
Die Kaiser-Wilhelm-Institute sollten der Grundlagenforschung durch eine Wissenschaftselite dienen. Dafür wurden die Wissenschaftler von jeglicher Lehrverpflichtung freigestellt, erhielten die jeweils modernsten Apparaturen und einen großen Mitarbeiterstab. Unter diesen komfortablen Voraussetzungen wurden bahnbrechende wissenschaftliche Entdeckungen gemacht. Die Gründung von Instituten erfolgte nach dem – später so genannten – „Harnack-Prinzip“, das nicht von einem Thema, sondern von einem außergewöhnlichen Wissenschaftler ausging. Um diese Person herum wurde anschließend ein Institut gegründet.
Die Bildung einer außeruniversitären Forschungseinrichtung, die nur der Grundlagenforschung verpflichtet sein sollte, führt der Wissenschaftshistoriker Dieter Hoffmann zurück als Reaktion auf die damals schnell anwachsende Anzahl der Studierenden, auf den außerordentlich angestiegenen Aufwand für die naturwissenschaftliche Spitzenforschung und auf die zunehmende amerikanische Konkurrenz. Die Institute wurden wegen der staatlichen Finanzknappheit zu einem erheblichen Teil privat finanziert. Die Mäzene waren hauptsächlich das „technische und industrielle Großbürgertum sowie das jüdische Bankkapital“. Auch Mäzeninnen spielten eine wichtige Rolle, beispielsweise Elise Koenigs. Der Staat hingegen übernahm meist die Gehälter der Forscher und Angestellten.
Die Kaiser-Wilhelm-Institute waren unterschiedlich groß und hatten unterschiedlich viele Mitarbeiter in den Anstellungspositionen Stipendiaten, Doktoranden, Gastwissenschaftler (aus dem In- und Ausland), Assistenten, Laborleiter und Abteilungsleiter.
1928 erschien ein von Adolf von Harnack herausgegebenes Handbuch der Kaiser-Wilhelm-Gesellschaft (darin wurden Kaiser Wilhelm-Gesellschaft und Kaiser Wilhelm-Institut mit nur einem Bindestrich geschrieben).

### Kaiser-Wilhelm-Institute im Nationalsozialismus

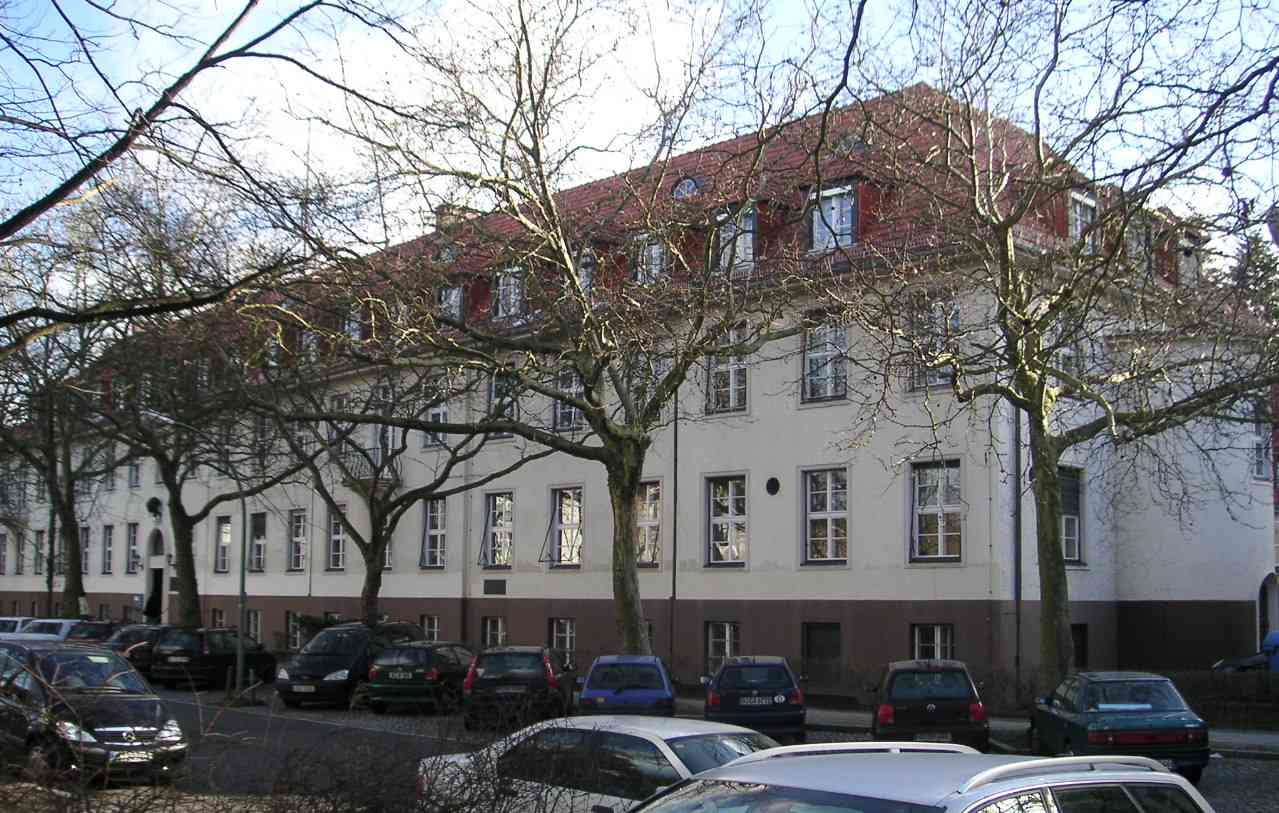
Kaiser-Wilhelm-Institut für Anthropologie, menschliche Erblehre und Eugenik (heute Otto-Suhr-Institut der Freien Universität Berlin)

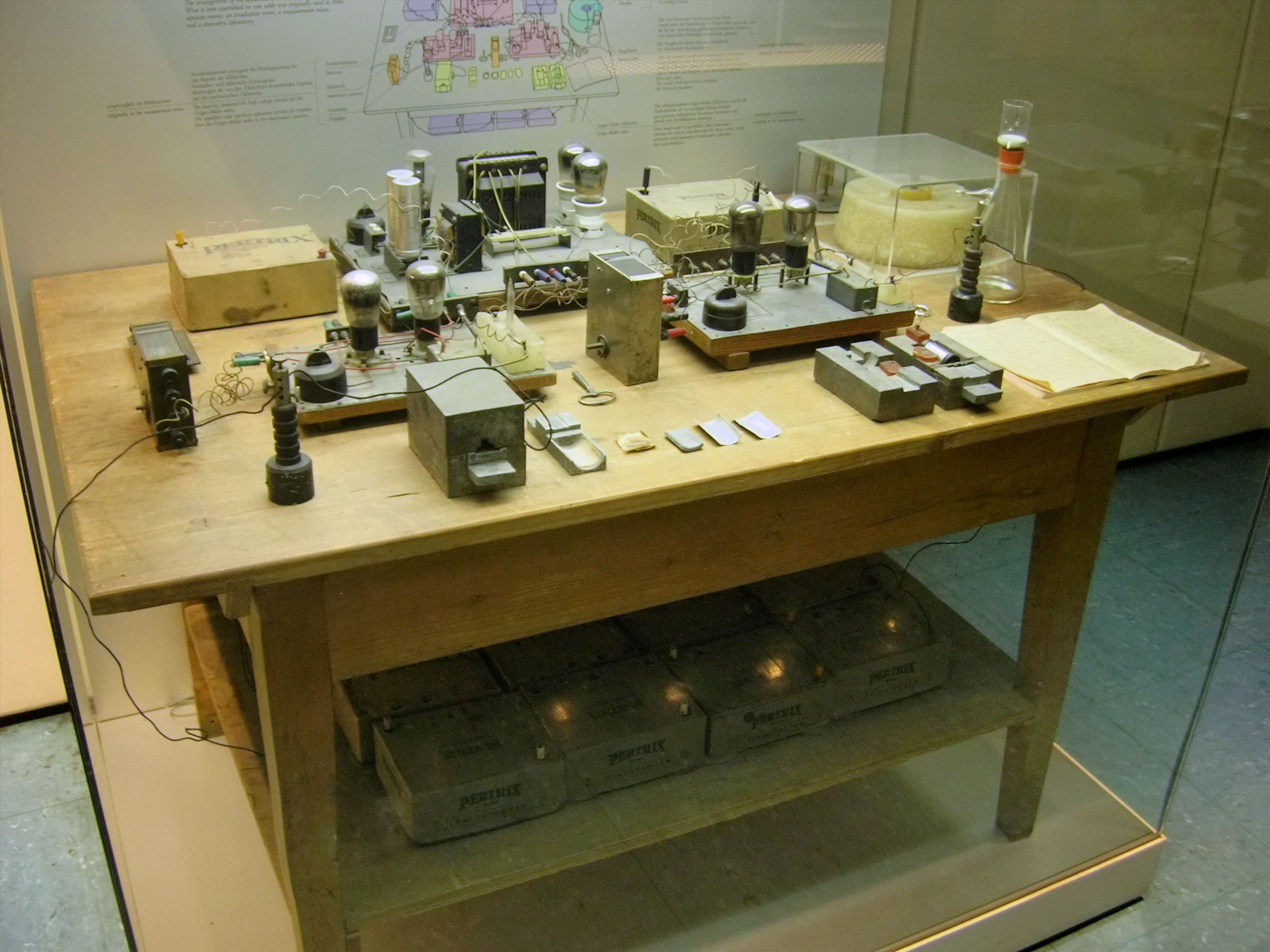
Versuchsapparaturen, mit denen Otto Hahn und Fritz Straßmann am 17. Dezember 1938 die Kernspaltung entdeckt haben

Das 1927 gegründete KWI für Anthropologie, menschliche Erblehre und Eugenik unterstützte die nationalsozialistischen Ideologie der Rassen, es lieferte die „wissenschaftliche“ Legitimitätsgrundlage für die Erbgesundheits- und Rassenpolitik des NS-Staates. Institutsdirektor Eugen Fischer und seine Institutskollegen verteidigten die Grundsätze der NS-Rassenpolitik auf internationalen Konferenzen und trugen damit dazu bei, den außenpolitischen Druck auf das NS-Regime zu vermindern.
Im Oktober 1933 unterbreitete das Mitglied der Generalverwaltung der KWG Albert Vögler an Wilhelm Frick einen Vorschlag zum Einsatz der Kaiser-Wilhelm-Institute „für die Zwecke der Landesverteidigung“. Er nannte eine Reihe von Instituten die bereits „mit den infragekommenden Stellen der Wehrmacht in zum Teil engster Zusammenarbeit“ stehen und schlug vor sie unter einem wissenschaftlichen Stab zusammenzufassen.
Die Kernspaltung des Uranatoms wurde im Berliner KWI für Chemie am 17. Dezember 1938 durch die Chemiker Otto Hahn und Fritz Straßmann entdeckt. Umstritten ist die Rolle der weiteren Kernforschungsprogramme des Instituts für die Atomwaffenforschung im Nationalsozialismus.
Im Rahmen der Aktion T4 (1940/41) bekam u. a. Professor Julius Hallervorden vom KWI für Hirnforschung Gehirne in Mengen von 150 bis 250 Stück von der Gekrat geliefert.
Am KWI für physikalische Chemie und Elektrochemie wurde die Giftgasforschung, die Fritz Haber im Ersten Weltkrieg begonnen hatte, unter Peter Adolf Thiessen fortgesetzt. Am KWI für medizinische Forschung synthetisierten Richard Kuhn und Konrad Henkel im Jahr 1944 das Nervengift Soman.
Anfang 1943 arbeitete Josef Mengele am KWI für Anthropologie, menschliche Erblehre und Eugenik mit. Während seiner Tätigkeit als Lagerarzt im Konzentrationslager Auschwitz schickte er Blutproben und Leichenteile zur Untersuchung nach Dahlem, darunter auch Augen von Opfern der KZ-Menschenversuche für die Biologin Karin Magnussen. Sie war Mitarbeiterin von Hans Nachtsheim und Otmar Freiherr von Verschuer, bei dem Mengele promoviert hatte.
Heinrich Kraut, seit 1928 Abteilungsleiter am Kaiser Wilhelm-Institut für Arbeitsphysiologie, führte 1944 in den Gauen Westfalen-Nord und Westfalen-Süd die „Krautaktion“ durch – einen Großversuch zur Ernährung an Zwangsarbeitern und Kriegsgefangenen. Dabei sollte ermittelt werden, welchen Energiebedarf (in „Kalorien“) Menschen abhängig von ihrer Arbeitsleistung haben.
1997 rief die Max-Planck-Gesellschaft auf Initiative ihres damaligen Präsidenten Hubert Markl das als „überfällig“ empfundene Programm Geschichte der Kaiser-Wilhelm-Gesellschaft im Nationalsozialismus ins Leben, um ihre Geschichte selbstkritisch zu erforschen. Leiter der Kommission waren die Historiker Reinhard Rürup und Wolfgang Schieder. Das Forschungsprogramm wurde Ende 2005 abgeschlossen. 17 Bände zu verschiedenen Forschungsfeldern wurden erarbeitet, darunter die Korrumpierung durch die NS-Politik, die Ausrichtung auf die Rüstungsforschung und die Kooperation bei den verbrecherischen Menschenversuchen in Konzentrationslagern. Band 14 ist ein Gedenkbuch für die aus dem Kreise der KWG vertriebenen Wissenschaftler.

### Nach dem Zweiten Weltkrieg
Nach dem Zweiten Weltkrieg gab es zunächst eine Zweiteilung. Die Zentralverwaltung saß weiterhin in Göttingen, in Berlin aber wurde Robert Havemann vom Magistrat zum Leiter der in Berlin verbliebenen Institute und Abteilungen der KWG bestellt. Er beanspruchte die Führung für die gesamte KWG, also auch für die süd- und westdeutschen Institute, und sprach der Göttinger Generalverwaltung unter Ernst Telschow jegliche Legitimität ab. Den gleichen Vorwurf erhob dann umgekehrt Max Planck, der kommissarischer Präsident der „Göttinger“ KWG war.
Angestoßen von Havemann entwickelte Fritz Karsen für die Berliner KWG-Institute ein neues Modell für ihre künftige Arbeit. Dieses wurde am 3. Juni 1947 durch das zwischen den Ländern Bayern, Württemberg-Baden und Hessen geschlossene Staatsabkommen über die Errichtung einer deutschen Forschungshochschule in Berlin-Dahlem und die Finanzierung deutscher Forschungsinstitute festgeschrieben. Entgegen den ursprünglichen Intentionen wurde die Deutsche Forschungshochschule faktisch „eine Übergangsgesellschaft zur Rettung der Dahlemer Institute“.
Im Jahr 1948 wurde der Verein (auf Weisung der amerikanischen Besatzungsmacht) in „Max-Planck-Gesellschaft zur Förderung der Wissenschaften“ umbenannt. Die westdeutschen KWG-Institute wurden nach und nach von der Max-Planck-Gesellschaft übernommen. Im Jahr 1953 übernahm die Max-Planck-Gesellschaft auch die Institute in Berlin-Dahlem von der Deutschen Forschungshochschule. Die ostdeutschen Institute gingen in der Akademie der Wissenschaften der DDR auf.
Nach den letzten Aufnahmen von vormaligen KWG-Instituten im Jahr 1953 (betreffend die Westberliner Institute und die Bibliotheca Hertziana in Rom) in die Max-Planck-Gesellschaft war die KWG de facto aufgelöst. Die Liquidation der KWG war schon am 6. April 1951 beschlossen worden, sie wurde aber erst am 21. Juni 1960 rechtsgültig vollzogen.
Die Max-Planck-Gesellschaft versteht sich als Nachfolger und Erbe der KWG. Die Akten der KWG sowie zahlreiche Nachlässe herausragender Wissenschaftler befinden sich im 1975 gegründeten Archiv der Max-Planck-Gesellschaft am Gründungsort der KWG in Berlin-Dahlem.

## Personen

### Präsidenten
- Adolf von Harnack (1911–1930)
- Max Planck (1930–1937)
- Carl Bosch (1937–1940)
- Albert Vögler (1941–1945)
- Max Planck (1945–1946)
- Otto Hahn (1946–1951)[20]

### Generalsekretäre bzw. Generaldirektoren
- Ernst von Simson (1911–1912)
- Ernst Trendelenburg (1912–1920)
- Friedrich Glum (1920–1937)
- Ernst Telschow (1937–1951)

### Nobelpreisträger

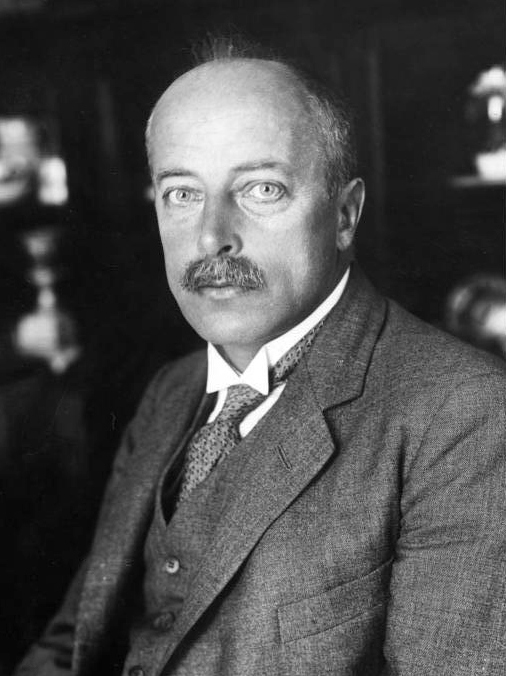
Max von Laue

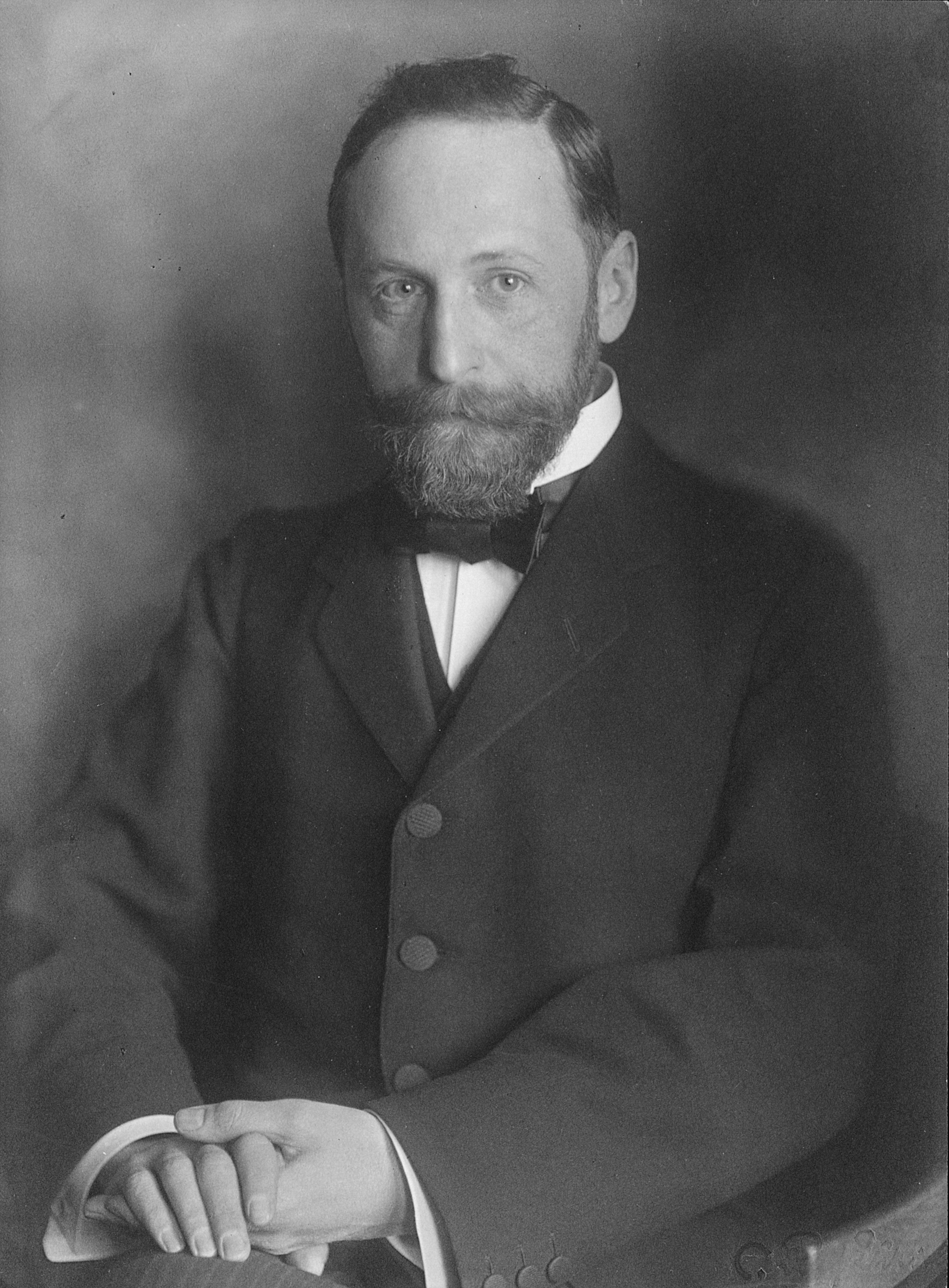
Richard Willstätter

Die Max-Planck-Gesellschaft rechnet im weiteren Sinn 14 Nobelpreise ihrer Vorgängerin KWG zu: 6 Nobelpreise für Chemie, 5 für Physik und 3 für Medizin. Mehrere Preisträger erhielten einen geteilten Nobelpreis.
Im engeren Sinn betrachtet die Max-Planck-Gesellschaft nur jene 8 Nobelpreisträger als Nobelpreisträger der KWG, die zum Zeitpunkt der Preisvergabe Wissenschaftliche Mitglieder der KWG waren (darauf bezieht sich die Anmerkung „Wissenschaftliches Mitglied“ in der Tabelle). Nach diesem Kriterium war Richard Willstätter der erste Nobelpreisträger der KWG. Die anderen 6 Nobelpreisträger  waren zum Zeitpunkt der Nobelpreis-Vergabe keine Wissenschaftlichen Mitglieder, spielten aber als Forscher oder in der Administration eine wichtige Rolle in der KWG.
Die 14 Preisträger waren:
| Name                | Nobelpreis- Kategorie | Jahr | Anmerkungen                                                    |
| ------------------- | --------------------- | ---- | -------------------------------------------------------------- |
| Max von Laue        | Physik                | 1914 |                                                                |
| Richard Willstätter | Chemie                | 1915 | Wissenschaftliches Mitglied                                    |
| Fritz Haber         | Chemie                | 1918 | Wissenschaftliches Mitglied                                    |
| Max Planck          | Physik                | 1918 | Präsident der KWG 1930–1937 und 1945–1946                      |
| Albert Einstein     | Physik                | 1921 | Wissenschaftliches Mitglied                                    |
| Otto Meyerhof       | Medizin               | 1922 |                                                                |
| James Franck        | Physik                | 1925 |                                                                |
| Otto Warburg        | Medizin               | 1931 | Wissenschaftliches Mitglied                                    |
| Werner Heisenberg   | Physik                | 1932 |                                                                |
| Hans Spemann        | Medizin               | 1935 |                                                                |
| Peter Debye         | Chemie                | 1936 | Wissenschaftliches Mitglied                                    |
| Richard Kuhn        | Chemie                | 1938 | Wissenschaftliches Mitglied                                    |
| Adolf Butenandt     | Chemie                | 1939 | Wissenschaftliches Mitglied                                    |
| Otto Hahn           | Chemie                | 1944 | Wissenschaftliches Mitglied; ab 1946 letzter Präsident der KWG |

Carl Bosch erhielt 1931 den Nobelpreis für Chemie und war 1937–1940 Präsident der KWG. Sein Nobelpreis bezog sich aber auf technische Entwicklungsarbeit, die er in der Industrie (BASF) geleistet hatte; im Zeitraum seiner KWG-Präsidentschaft war er vor allem als Aufsichtsratsvorsitzender des Konzerns I.G. Farben tätig.

### Abteilungsleiterinnen
Die Direktoren einiger Kaiser-Wilhelm-Institute waren weniger frauenfeindlich als zu ihrer Zeit üblich, sodass es in zehn Instituten insgesamt 14 Abteilungsleiterinnen gab; drei davon waren nur inoffiziell. Drei der 14 Abteilungsleiterinnen waren zum Wissenschaftlichen Mitglied ernannt worden. Fünf von ihnen wurden in der Zeit des Nationalsozialismus aus ihren Positionen vertrieben, darunter die beiden Wissenschaftlichen Mitglieder Lise Meitner und Cécile Vogt.

## Kaiser-Wilhelm-Institute und Forschungsstellen
Bei Neugründungen der Kaiser-Wilhelm-Gesellschaft (KWG) steht in der Spalte „seit“ nur eine Jahreszahl, andernfalls zusätzlich ein Stichwort wie „Übernahme“. KWI = Kaiser-Wilhelm-Institut.
| Name | Ort                        | seit                 | Anmerkungen |
| --- | -------------------------- | -------------------- | --- |
| Aerodynamische Versuchsanstalt der KWG / KWI für Strömungsforschung / KWI für Strömungsforschung und Aerodynamische Versuchsanstalt / Aerodynamische Versuchsanstalt Göttingen in der KWG | Göttingen                  | 1919 (Übernahme)     | 1915 gegründet als Modellversuchsanstalt für Aerodynamik unter Beteiligung der Kaiser-Wilhelm-Gesellschaft (KWG). 1919 Übernahme als Aerodynamische Versuchsanstalt der KWG, alleinige Trägerschaft der KWG. 1924 Umwandlung in ein KWI für Strömungsforschung verbunden mit der Aerodynamischen Versuchsanstalt; seit 1936 KWI für Strömungsforschung und Aerodynamische Versuchsanstalt. 1937 Trennung der Anstalt vom Institut und Umbenennung in Aerodynamische Versuchsanstalt Göttingen e. V. in der KWG. 1945 Beschlagnahme durch die US-amerikanische Besatzungsmacht. 1946 ging aus der Einrichtung das Institut für Instrumentenkunde in der KWG hervor, 1947 die Zentralwerkstatt Göttingen. 1953 Wiedereröffnung als Aerodynamische Versuchsanstalt Göttingen e. V. in der Max-Planck-Gesellschaft. 1956 voll in die Max-Planck-Gesellschaft integriert. 1969 auf eigenen Antrag ausgegliedert und von der Deutschen Forschungs- und Versuchsanstalt für Luft- und Raumfahrt übernommen. |
| Arbeitsstätte für Virusforschung der Kaiser-Wilhelm-Institute für Biochemie und Biologie                                                                                                  | Berlin-Dahlem              | 1941                 | Entstanden durch Zusammenschluss der seit 1937 tätigen Arbeitsgruppen für Virusforschung am KWI für Biochemie und am KWI für Biologie. Mit entomologischer Zweigstelle in Ludwigshafen-Oppau. 1943/44 kriegsbedingt nach Tübingen bzw. Göttingen verlagert. 1946 Auflösung und Wiedereingliederung in die beiden KWI. Aus der Abteilung am KWI für Biochemie (seit 1949 Max-Planck-Institut für Biochemie) wurde 1954 das Max-Planck-Institut für Virusforschung (heute Max-Planck-Institut für Biologie Tübingen). |
| Bibliotheca Hertziana (KWI für Kunst- und Kulturwissenschaft) | Rom                        | 1913 (Aufnahme)      | |
| Biologische Station Lunz der KWG | Lunz am See                | 1924 (Übernahme)     | 1906 gegründet durch Karl Kupelwieser. 1924 Übernahme durch die KWG und die Österreichische Akademie der Wissenschaften. |
| Deutsches Entomologisches Museum/Institut der KWG | Berlin-Dahlem              | 1922 (Übernahme)     | Übernahme der bisherigen Stiftung von der Stadt Berlin als Deutsches Entomologisches Museum. 1929 Umbenennung in Deutsches Entomologisches Institut. 2004 Verlegung nach Müncheberg. Seit 2009 Senckenberg Deutsches Entomologisches Institut. |
| Deutsches Spracharchiv, KWI für Phonometrie | Braunschweig               | 1941 (Übernahme)     | Am KWI für Hirnforschung in Berlin bestand seit 1928 eine Phonetische Abteilung (ab 1935 Phonometrische Abteilung, später Abteilung für deutsche Sprachforschung), die 1938 aus dem KWI ausgegliedert wurde. Ihr Leiter Eduard gründete 1932 in Berlin das Deutsche Spracharchiv zur Sammlung deutscher Mundarten und deutscher Sprache auf Schallplatten. 1940 wurde es von der Stadt Braunschweig als „Deutsches Spracharchiv, Staatliches Institut für Lautforschung“ in Braunschweig weitergeführt und finanziert. 1941 Übernahme durch die KWG als „Deutsches Spracharchiv, KWI für Phonometrie“. 1948 „Deutsches Spracharchiv, Max-Planck-Institut für Phonometrie“, 1949 Ausscheiden aus der Max-Planck-Gesellschaft. Heute Archiv für gesprochenes Deutsch in Mannheim. |
| Deutsch-Bulgarisches Institut für landwirtschaftliche Forschungen | Sofia                      | 1941                 | 1944 noch vor der Arbeitsaufnahme aufgegeben. 1948 Gründung einer Folgeeinrichtung in der Max-Planck-Gesellschaft: Forschungsstelle für Pflanzenbau und Pflanzenzüchtung, Gut Neuhof bei Gießen. |
| Deutsch-Griechisches Institut für Biologie in der KWG | Piräus                     | 1942                 | 1944 kriegsbedingt aufgegeben |
| Forschungsinstitut für Wasserbau und Wasserkraft der KWG | München                    | 1925/26              | Mit Versuchsanstalt in Obernach beim Walchensee. |
| Forschungsstelle D in der KWG | Bisingen                   | 1943                 | Verhüllende Benennung nach dem Leiter Walter Dällenbach (D = Dällenbach). Forschung im Bereich Hochfrequenz- und Hochspannungstechnik, wahrscheinlich mit dem Zweck, eine Strahlenwaffe zu entwickeln. 1945 besetzt und demontiert, nicht weitergeführt. |
| Forschungsstelle (Dr.) von Sengbusch in der KWG | Göttingen                  | 1948                 | 1948 in die Max-Planck-Gesellschaft übernommen |
| Forschungsstelle für Mikrobiologie der KWG | São Paulo, Brasilien       | 1927 (Ausgliederung) | 1923 Einrichtung einer Abteilung für Mikrobiologie des KWI für experimentelle Therapie und Biochemie in São Paulo. 1927 selbständige Forschungsstelle der KWG. 1950 geschlossen. |
| Forschungsstelle für Physik der Stratosphäre in der KWG | Friedrichshafen            | 1938 (Übernahme)     | Übernahme einer zuvor privaten Einrichtung. 1944 kriegsbedingte Zerstörung und Verlagerung nach Ravensburg-Weißenau. 1949 in die Max-Planck-Gesellschaft übernommen (siehe Max-Planck-Institut für Sonnensystemforschung). |
| Fraunhofer-Institut in der KWG / Fraunhofer-Radio-Institut in der KWG | Lindau (Eichsfeld)         | 1946 (Übernahme)     | 1934 Gründung einer Station zur Beobachtung der Ionosphäre in Rechlin an der Müritz. 1943 Verlegung nach Leobersdorf in Österreich als „Zentralstelle für Funkberatung“. 1945 Verlegung nach Ried im Innkreis als Fraunhofer-Institut. 1946 Verlegung nach Lindau (heute Katlenburg-Lindau), dort Übernahme als „Fraunhofer-Institut in der KWG“. 1947 Umbenennung in „Fraunhofer-Radio-Institut in der KWG“. 1949 übernommen als Institut für Ionosphärenforschung in der Max-Planck-Gesellschaft. |
| Gmelin-Institut für anorganische Chemie und Grenzgebiete in der KWG | Clausthal-Zellerfeld       | 1946 (Übernahme)     | 1948 in die Max-Planck-Gesellschaft übernommen |
| Hydrobiologische Anstalt der KWG | Plön                       | 1917 (Übernahme)     | 1891 als Biologische Station in Plön gegründet |
| Institut für Instrumentenkunde in der KWG | Göttingen                  | 1946                 | Hervorgegangen aus der Aerodynamischen Versuchsanstalt. Von 1948 bis 1957 Institut für Instrumentenkunde in der Max-Planck-Gesellschaft. |
| Institut für landwirtschaftliche Arbeitswissenschaft (und Landtechnik) in der KWG | Breslau                    | 1940                 | Gegründet unter der Leitung von Gerhardt Preuschen, 1945 verlegt nach Gut Imbshausen als Institut für landwirtschaftliche Arbeitswissenschaft und Landtechnik. 1948 in die Max-Planck-Gesellschaft übernommen. |
| Institut für Seenforschung und Seenbewirtschaftung (der KWG) | Langenargen                | 1936 (Übernahme)     | 1920 Gründung durch einen eingetragenen Verein, 1936 Übernahme durch die KWG. Nicht in die Max-Planck-Gesellschaft übernommen. Heute Institut für Seenforschung. |
| KWI für Anthropologie, menschliche Erblehre und Eugenik | Berlin-Dahlem              | 1926                 | 1927 eröffnet. Gebäudenutzung heute: Otto-Suhr-Institut der FU Berlin. |
| KWI für Arbeitsphysiologie | Berlin                     | 1913                 | 1929 verlagert nach Dortmund. Aufgegangen im heutigen Max-Planck-Institut für molekulare Physiologie. Gebäudenutzung heute: B1st Software-Factory im TechnologieZentrumDortmund. |
| KWI für ausländisches öffentliches Recht und Völkerrecht | Berlin                     | 1924                 | Heute: Max-Planck-Institut für ausländisches öffentliches Recht und Völkerrecht in Heidelberg. |
| KWI für ausländisches und internationales Privatrecht | Berlin                     | 1926                 | Gegründet von Ernst Rabel. Heute: Max-Planck-Institut für ausländisches und internationales Privatrecht. |
| KWI für Bastfaserforschung | Sorau, spätere andere Orte | 1938 (Übernahme)     | 1919 Gründung des Deutschen Forschungsinstituts für Bastfasern e. V. in Sorau (heute Polen) durch den Verband Deutscher Leinen-Industrieller. Mit Versuchsgut am Stadtrand und Röste in Christianstadt/Bober. Ab 1930 unter Leitung von Ernst Schilling. 1938 Übernahme als KWI für Bastfaserforschung. 1941 verlegt nach Mährisch Schönberg (heute Tschechien), 1945 verlegt nach Stammbach (Oberfranken), 1946 verlegt nach Bielefeld mit Zweigstellen in Krefeld, Steinhagen und Künsebeck. 1948 umbenannt in Max-Planck-Institut für Bastfaserforschung und verlegt nach Gut Westheim sowie 1949 nach Niedermarsberg (Westfalen). 1951 Eingliederung in das Max-Planck-Institut für Züchtungsforschung. 1955 Verlegung nach Köln-Vogelsang. 1957 geschlossen. |
| KWI für Biochemie | Berlin-Dahlem              | 1917/1925            | 1917 Gründung des KWI für Biochemie und Angliederung an das KWI für experimentelle Therapie in Berlin-Dahlem. 1922 Vereinigung: KWI für experimentelle Therapie und Biochemie. 1925 wieder Aufteilung, eigenständiges KWI für Biochemie. 1943 kriegsbedingt Verlegung nach Tübingen. 1949 Max-Planck-Institut für Biochemie. |
| KWI für Biologie | Berlin-Dahlem              | 1912                 | Später Max-Planck-Institut für Biologie, Tübingen. Gebäudenutzung 1948–1994: Hauptgebäude der FU Berlin, Nutzung durch rechtswissenschaftliche Institute. Gebäude heute: Institut für Biologie der FU Berlin. |
| KWI für Biophysik | Frankfurt am Main          | 1937                 | Gegründet durch Umwandlung des Universitätsinstituts für physikalische Grundlagen der Medizin. 1938–1945: Außenstelle im Radiumbad Oberschlema. Heute: Max-Planck-Institut für Biophysik. |
| KWI für Chemie | Berlin-Dahlem              | 1911                 | Umzug 1944 (nach teilweiser Zerbombung im Februar und März 1944) zunächst nach Tailfingen, 1949 nach Mainz. Heute: Max-Planck-Institut für Chemie in Mainz. Das ursprüngliche Gebäude gehört heute als „Hahn-Meitner-Bau“ zum Institut für Biochemie der FU Berlin. |
| KWI für Deutsche Geschichte | Berlin-Mitte               | 1917                 | Gegründet als KWI für Deutsche Geschichte, 1944 stillgelegt. 1955 in Göttingen wiederbegründet als Max-Planck-Institut für Geschichte. |
| KWI für Eisenforschung | Aachen                     | 1917                 | 1921 Umzug nach Düsseldorf. Seit 1948 dort ansässig als Max-Planck-Institut für Eisenforschung. |
| KWI für experimentelle Therapie / KWI für experimentelle Therapie und Biochemie | Berlin-Dahlem              | 1912                 | Gegründet als KWI für experimentelle Therapie. 1922 erweitert zum KWI für experimentelle Therapie und Biochemie. 1925 Trennung der beiden Teilinstitute, Aufteilung in KWI für experimentelle Therapie und KWI für Biochemie. |
| KWI für Faserstoffchemie | Berlin-Dahlem              | 1920                 | Gegründet von Reginald Oliver Herzog, Ausgliederung der seit 1919 bestehenden Textilabteilung des KWI für physikalische Chemie und Elektrochemie. 1934 geschlossen. |
| KWI für Hirnforschung | Berlin-Buch                | 1914                 | Gegründet von Oskar Vogt |
| KWI für Kohlenforschung | Mülheim an der Ruhr        | 1912                 | Heute: Max-Planck-Institut für Kohlenforschung |
| KWI für Kulturpflanzenforschung | Tuttenhof bei Wien         | 1943                 | Heute: Leibniz-Institut für Pflanzengenetik und Kulturpflanzenforschung in Gatersleben |
| KWI für Lederforschung | Dresden                    | 1921                 | Gegründet von Max Bergmann |
| KWI für medizinische Forschung | Heidelberg                 | 1929                 | Gegründet von Ludolf von Krehl. Heute: Max-Planck-Institut für medizinische Forschung. |
| KWI für Metallforschung | Neubabelsberg              | 1921                 | 1933 Schließung wegen Geldmangels. 1934 Neugründung in Stuttgart. Heute: Max-Planck-Institut für Metallforschung in Stuttgart. |
| KWI für Physik | Berlin-Dahlem              | 1917                 | 1943/44 Umzug nach Bisingen bei Hechingen, 1946 nach Göttingen und 1958 nach München. Heute: Max-Planck-Institut für Physik in München. Nutzung des ursprünglichen Gebäudes: 1948–1982 Institut für Physik der FU Berlin, seit 1982 Universitätsarchiv. |
| KWI für physikalische Chemie und Elektrochemie | Berlin-Dahlem              | 1911                 | Heute: Fritz-Haber-Institut der Max-Planck-Gesellschaft |
| KWI für Physiologie | Berlin-Dahlem              | 1914                 | Gegründet, aber nicht verwirklicht. Lediglich finanzielle Unterstützung der Forschungen von Emil Abderhalden in Halle (Saale) bis 1944. |
| KWI für Psychiatrie | München                    | 1924 (Angliederung)  | 1917 gegründet durch Ludwig III. von Bayern, Gründungsdirektor und Initiator war Emil Kraepelin. Heute: Max-Planck-Institut für Psychiatrie. |
| KWI für Rebenzüchtungsforschung | Müncheberg                 | 1942                 | Entstehung durch Ausgliederung der Abteilung für Rebenzüchtungsforschung aus dem KWI für Züchtungsforschung in Müncheberg. Direktor Bernhard Husfeld. 1945 Verlegung des Inventars nach Würzburg. Nicht in die Max-Planck-Gesellschaft übernommen. |
| KWI für Silikatforschung | Berlin-Dahlem              | 1926                 | Gegründet von Wilhelm Eitel |
| KWI für Strömungsforschung | Göttingen                  | 1924                 | Gegründet von Ludwig Prandtl |
| KWI für Tierzuchtforschung / KWI für Tierzucht und Tierernährung | Rostock                    | 1937                 | Gegründet als KWI für tierische Ernährungsforschung und Tierzüchtung unter der Leitung von Gustav Frölich. 1939 Arbeitsaufnahme als KWI für Tierzuchtforschung in Rostock und auf dem Versuchsgut Dummerstorf. 1946 umbenannt in KWI für Tierzucht und Tierernährung. 1948 Weiterbestehen als Max-Planck-Institut. 1974 Eingliederung in die Forschungsanstalt für Landwirtschaft in Braunschweig. |
| KWI für Zellphysiologie | Berlin-Dahlem              | 1930                 | Gegründet von Otto Warburg und der Rockefeller-Stiftung. Gebäudenutzung seit 1975: Archiv zur Geschichte der Max-Planck-Gesellschaft. |
| KWI für Züchtungsforschung | Müncheberg                 | 1929                 | Gegründet von Erwin Baur |
| Limnologische Station Niederrhein der KWG | Krefeld                    | 1937 (Übernahme)     | 1928 Gründung in Krefeld, Stadtteil Hülser Berg |
| Medizinische Forschungsanstalt der KWG | Göttingen                  | 1947                 | 1948 in die Max-Planck-Gesellschaft übernommen |
| Meteorologisches Institut der KWG | Danzig-Langfuhr            | 1933                 | 1936 geschlossen |
| Meteorologische Observatorien des Sonnblick-Vereins | Wien (Vereinssitz)         | 1926                 | Observatorium Sonnblick und meteorologische Station auf dem Obir. Finanzielle, technische und wissenschaftliche Beteiligung der KWG. Zu diesem Zweck Gründung des Sonnblick-Vereins in Wien (Satzung im Juni 1925, konstituierende Sitzung des Kuratoriums im Januar 1926). Observatorien 1939 teilweise vom Reichswetterdienst übernommen. Ausscheiden der KWG mit dem Ende des Weltkriegs 1945. |
| Schlesisches Kohlenforschungsinstitut der KWG | Breslau                    | 1918                 | Gegründet als Fritz v. Friedlaender-Fuld’sches Institut für Kohlenforschung der KWG, 1922 Umbenennung in Schlesisches Kohlenforschungsinstitut der KWG. 1945 kriegsbedingt Verlegung nach Allensbach am Bodensee. Nicht von der Max-Planck-Gesellschaft weitergeführt. |
| Vogelwarte Rossitten der KWG | Rossitten                  | 1923 (Übernahme)     | Die Vogelwarte Rossitten wurde 1901 gegründet und 1944 kriegsbedingt aufgegeben. Nachfolger war die Vogelwarte Radolfzell. |
| Zoologische Station Rovigno | Rovigno                    | 1911 (Ankauf)        | 1918 von Italien beschlagnahmt. Ab 1930 Deutsch-Italienisches Institut für Meeresbiologie. 1943 kriegsbedingte Verlagerung des deutschen Institutsteils in das Institut für Seenforschung und Seenbewirtschaftung der KWG in Langenargen am Bodensee, 1946 Weiterführung als Abteilung Hämmerling des KWI für Biologie. Der italienische Institutsteil fiel 1945 an Jugoslawien. Neugründung 1947 als KWI für Meeresbiologie in Wilhelmshaven, 1948 Übernahme in die Max-Planck-Gesellschaft. |

## Bilder

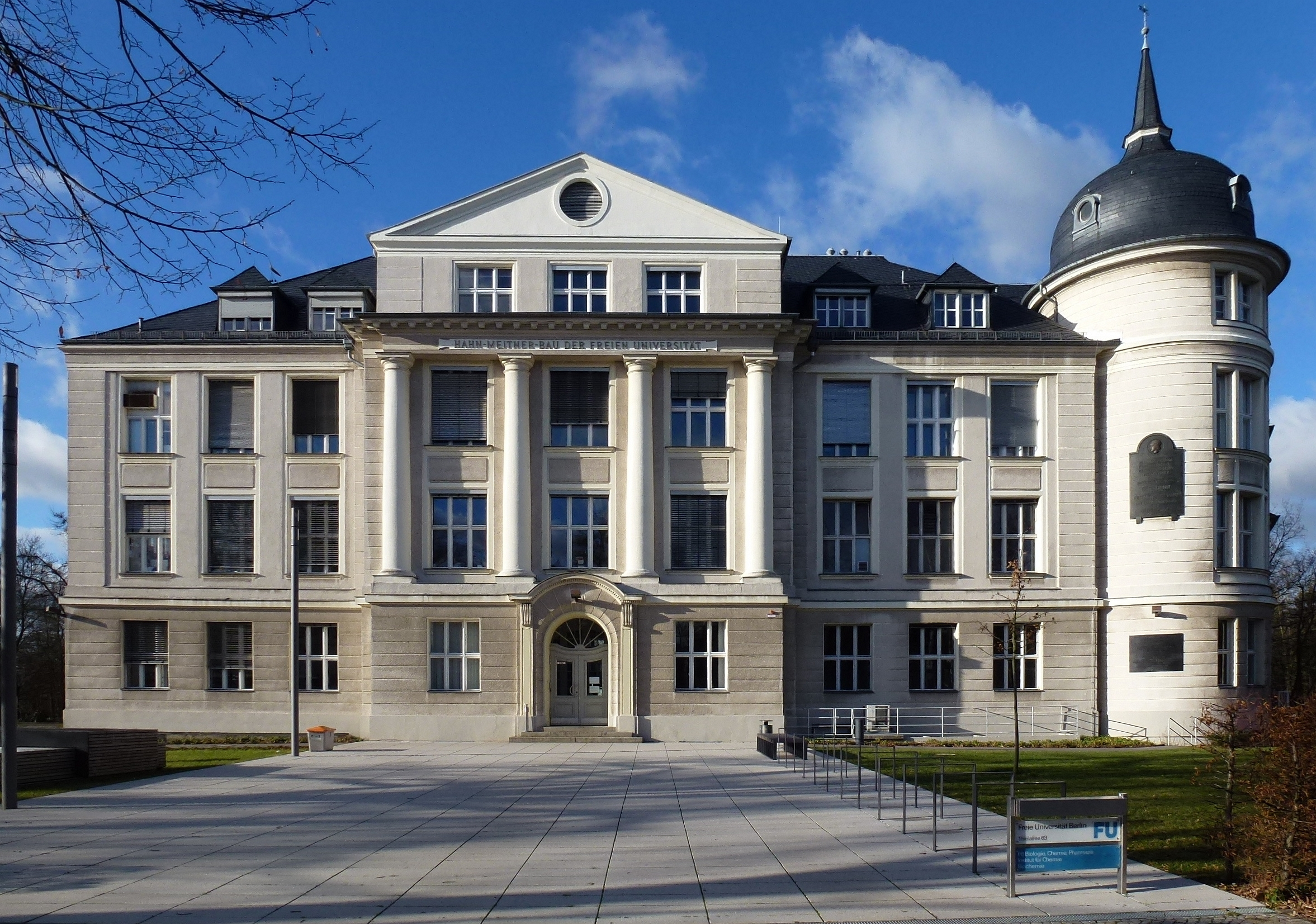
Kaiser-Wilhelm-Institut für Chemie (heute Hahn-Meitner-Bau der Freien Universität Berlin)
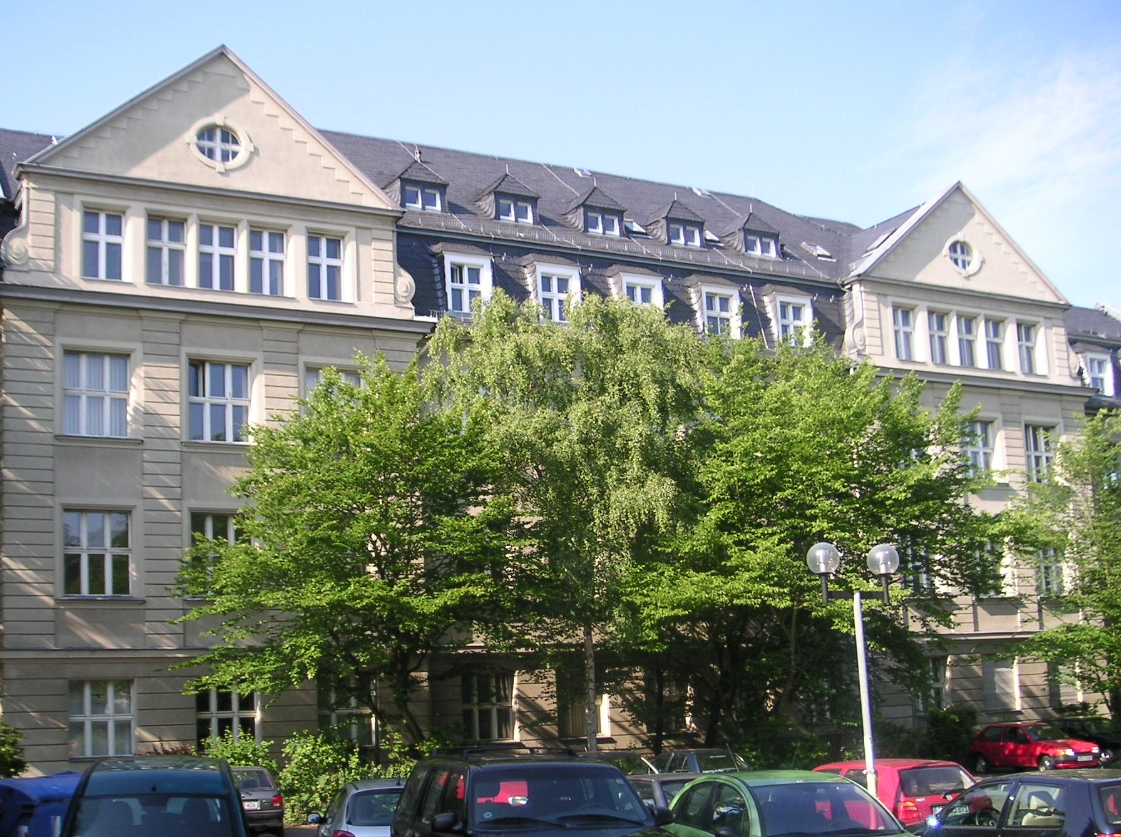
Kaiser-Wilhelm-Institut für Biologie (heute Freie Universität Berlin)
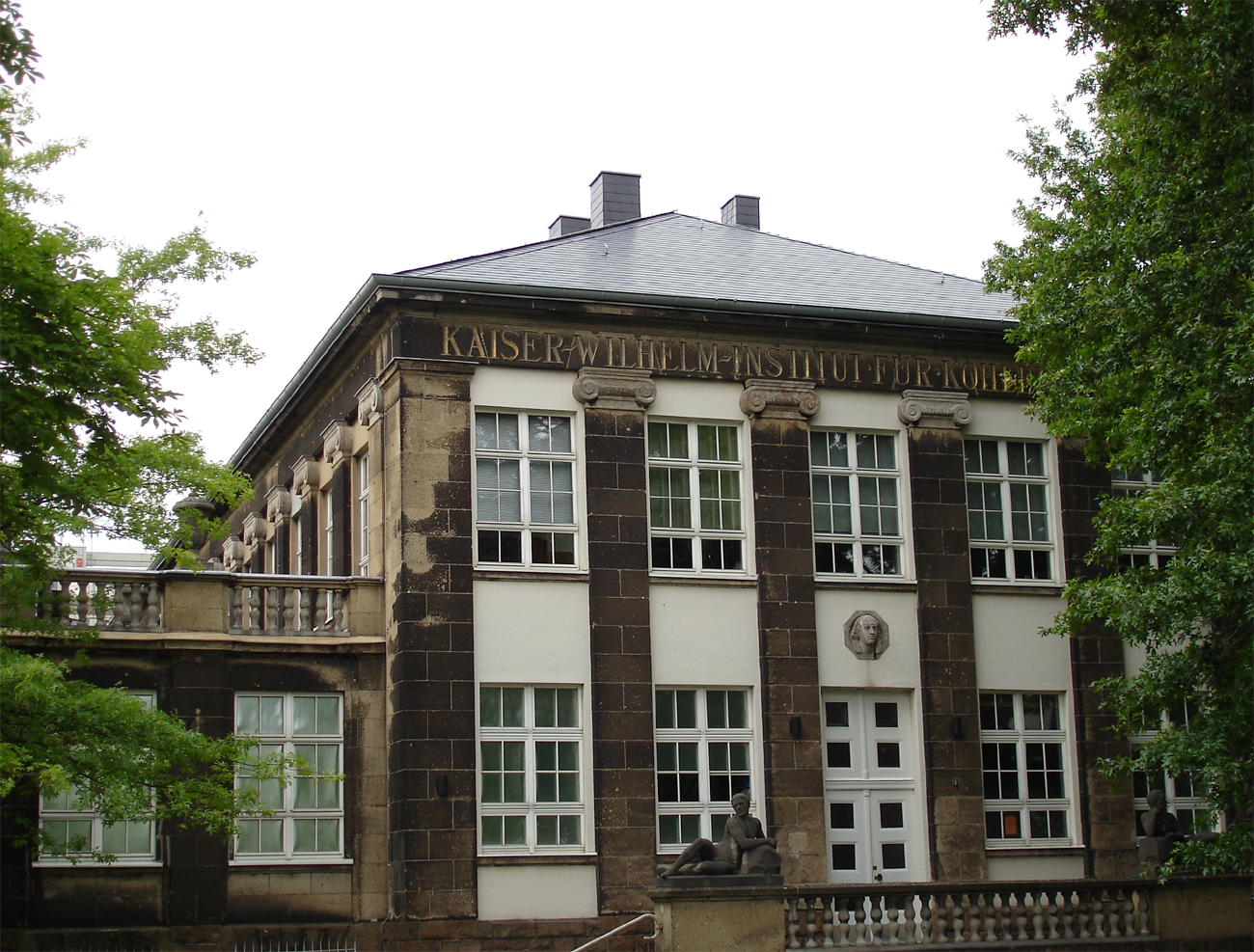
Kaiser-Wilhelm-Institut für Kohlenforschung (heute Max-Planck-Institut für Kohlenforschung)